# Prince of Persia

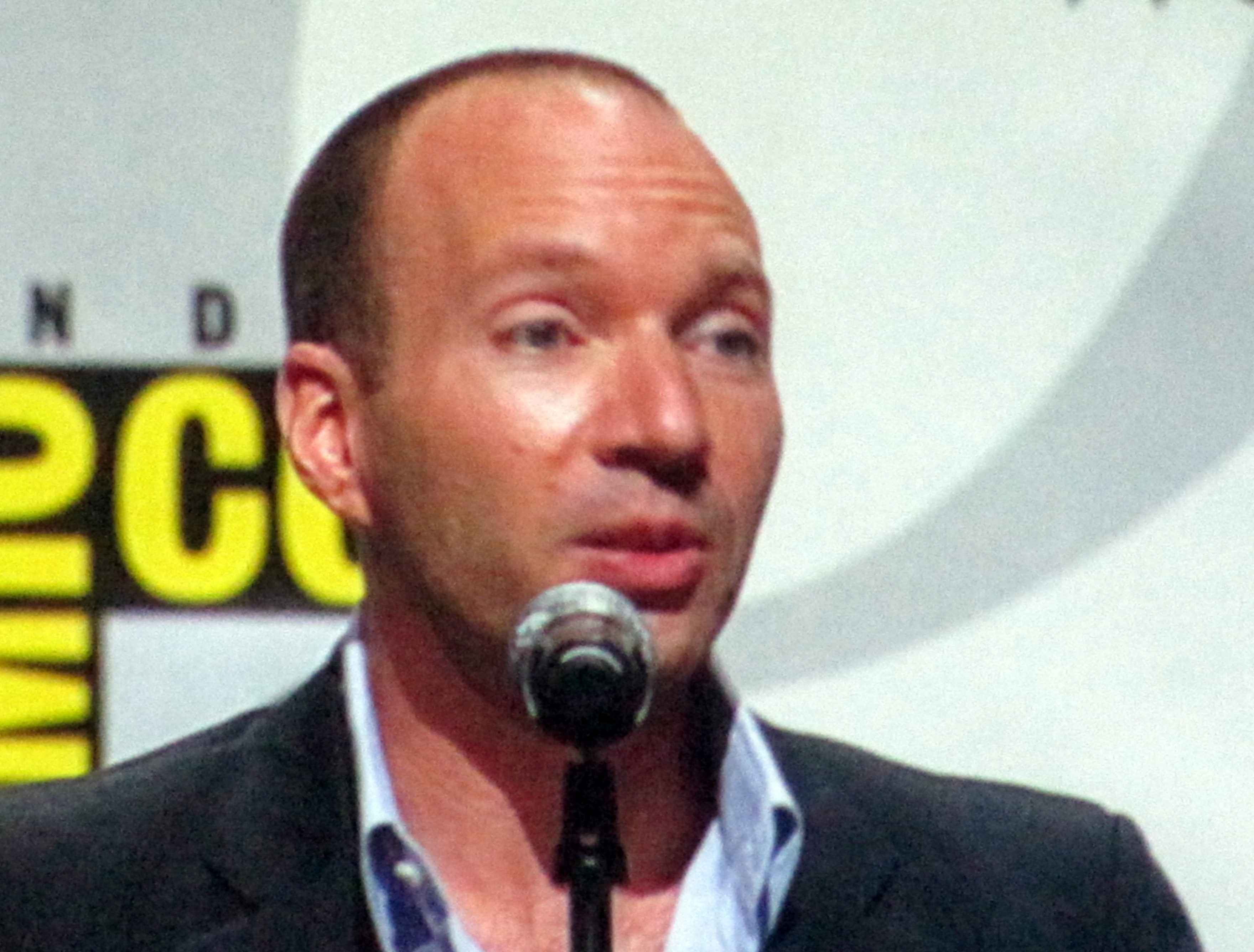
Jordan Mechner

Prince of Persia este o franciză de jocuri video creată de Jordan Mechner în 1989, inițial dezvoltată și lansată pentru calculatorul Apple II în 1989.
Primul și al doilea joc au fost în 2D, seria trecând la grafica 3D odată cu lansarea lui Prince of Persia 3D în 1999. Primele două jocuri din serie, Prince of Persia și Prince of Persia 2: The Shadow and the Flame, au fost elaborate de către Broderbund. Prince of Persia 3D a fost dezvoltat pentru PC de Red Orb Entertainment și publicat de The Learning Company, iar varianta pentru consola Dreamcast a fost dezvoltată de Avalanche Software și lansată de Mattel Interactive. 
Compania Ubisoft a preluat seria în 2003 iar primul joc din serie lansat de compania canadiană a fost Prince of Persia: Sands of Time. Este una din cele mai prolifice serii de jocuri, aceasta continuând și în prezent.
Un film bazat pe seria de jocuri, Prințul Persiei: Nisipurile timpului, a fost scris de Mechner și distribuit de către Walt Disney Pictures în luna mai a anului 2010.
Cel mai recent joc lansat a fost Prince of Persia: The Forgotten Sands 

## Jocuri video
| Sony | Microsoft                   | Nintendo                                  | Apple    | Altele            |                                |                             | |
| 1989 | Prince of Persia            | Brøderbund, NCS, Ubisoft Montreal         | N/A      | MS-DOS            | NES, SNES, Game Boy, GBC, GCN1 | Apple II, Mac OS, iPhone OS | Amstrad CPC, Amiga, Atari ST, PC Engine, TurboGrafx-CD, Sega Master System, Sega Mega Drive, Sega Mega-CD, Sega Game Gear |
| 1994 | The Shadow and the Flame    | Brøderbund                                | N/A      | MS-DOS            | SNES                           | Mac OS                      | N/A |
| 1999 | 3D                          | Red Orb Entertainment, Avalanche Software | N/A      | Windows           | N/A                            | N/A                         | Dreamcast |
| 2000 | Harem Adventures            | Gameloft                                  | N/A      | N/A               | N/A                            | N/A                         | Java ME |
| 2003 | The Sands of Time           | Ubisoft Montreal                          | PS2      | Xbox, Windows     | GCN, GBA                       | N/A                         | Java ME |
| 2004 | Warrior Within              | Ubisoft Montreal                          | PS2      | Xbox, Windows     | GCN                            | iPhone OS                   | Java ME |
| 2005 | The Two Thrones             | Ubisoft Montreal                          | PS2      | Xbox, Windows     | GCN                            | OS X                        | Java ME |
| 2005 | Revelations2                | Pipeworks Software                        | PSP      | N/A               | N/A                            | N/A                         | N/A |
| 2005 | Battles of Prince of Persia | Ubisoft Montreal                          | N/A      | N/A               | DS                             | N/A                         | N/A |
| 2007 | Classic3                    | Gameloft                                  | PSN      | XBLA              | Wii4                           | N/A                         | Java ME |
| 2007 | Rival Swords5               | Pipeworks Software                        | PSP      | N/A               | Wii                            | N/A                         | N/A |
| 2008 | Prince of Persia            | Ubisoft Montreal                          | PS3      | Xbox 360, Windows | N/A                            | OS X                        | Java ME |
| 2008 | The Fallen King             | Ubisoft Casablanca                        | N/A      | N/A               | DS                             | N/A                         | N/A |
| 2010 | The Forgotten Sands         | Ubisoft Montreal, Ubisoft Quebec          | PS3, PSP | Xbox 360, Windows | Wii, DS                        | N/A                         | Java ME |
| Note 1. Include un bonus în versiunea GameCube a jocului Prince of Persia: The Sands of Time. 2. O intrare pentru Prince of Persia: Warrior Within. 3. O relansare a originalului Prince of Persia. 4. Include un bonus pentru versiunea Wii a Prince of Persia: The Forgotten Sands. 5. O intrare pentru Prince of Persia: The Two Thrones. |                             |                                           |          |                   |                                |                             | |